# Daniel Catalano
Daniel J. Catalano (Belle Mead, 10 ottobre 1987) è un ex giocatore di football americano e allenatore di football americano statunitense, che ha giocato come defensive lineman.
Dopo aver giocato per due diverse squadre universitarie statunitensi si trasferisce ai Cleveland Gladiators, per avviare poi una carriera da allenatore.

## Palmarès
- 1 Mondiale (2011)